# فيرونيكا سانشيز
فيرونيكا سانشيز كالديرون (بالإسبانية: Verónica Sánchez)‏ (اشبيلية، 1 يوليو 1977 ) هي ممثلة أفلام، ومسلسلات، ومسرحيات وعارضة أزياء إسبانية.

## السيرة
تركت سانشيز دراستها للعلوم من أجل دراسة الفنون المسرحية. من 1996 إلى 2002، عملت في المسرح. أحد أكثر عروضها المسرحية نجاحًا كان حفل زفاف الدم عام 2002.
أصبحت مشهورة باسم إيفا كابديفيلا في المسلسل التلفزيوني لوس سيرانو في عام 2003.
على مدار حياتها المهنية، فازت بجائزة اتحاد الممثلين الإسبان مرة واحدة وحصلت على العديد من الترشيحات، بما في ذلك ثلاثة ترشيحات لجوائز جويا.

## وصلات خارجية
- فيرونيكا سانشيز على موقع IMDb (الإنجليزية)
- فيرونيكا سانشيز على موقع ألو سيني (الفرنسية)
- فيرونيكا سانشيز على موقع أول موفي (الإنجليزية)
- فيرونيكا سانشيز على موقع ديسكوغز (الإنجليزية)
- فيرونيكا سانشيز على موقع قاعدة بيانات الفيلم (الإنجليزية)
- فيرونيكا سانشيز على موقع كينوبويسك (الروسية)